# نیلگالا
نیلگالا (به لاتین: Nilgala) یک روستا در سری‌لانکا است که در استان مرکزی (سری‌لانکا) واقع شده‌است.